# 今仁哲夫
今仁 哲夫（いまに てつお、1938年〈昭和13年〉3月5日 - ）は、日本のラジオパーソナリティ、ジャーナリスト。元ニッポン放送アナウンサー。

## 来歴・人物
東京都出身で、1961年に早稲田大学政治経済学部を卒業後、アナウンサーとしてニッポン放送へ入社する。同期は天井邦夫（ディレクターやオールナイトニッポンのパーソナリティを歴任、管理部などを経てニッポン放送副社長も務めた）など。長らく「哲（てっ）ちゃん」の愛称で親しまれた。
オールナイトニッポン担当時は、番組が「ビバテツショー」と愛称された。「若ハゲ」であることを自虐ネタとして扱うことがあり、明るく軽妙な語り口で親しまれた。リクエスト葉書の住所と宛名が「東京都 テツ」だけで届いたことを誇りにした。
1971年に「ビバくりげ」として、天井邦夫と日本全国を3か月掛けてホンダ1300 クーペ9で縦断した。
斉藤安弘とともに内藤洋子の追っかけをした。斉藤安弘のオールナイトニッポンと張り合い、互いの番組内で内藤の『白馬のルンナ』を積極的に紹介し、曲のヒットに貢献した。
オールナイトニッポン降板後の1973年に産経新聞社へ出向し、経済部記者として大蔵省や通商産業省の記者クラブなどで活動した。
1975年にニッポン放送アナウンサーへ復帰し、10月から新番組の平日昼ワイド『今仁哲夫のアタック! ふれあい最前線』を担当する。1976年8月30日に『今仁（いまに）哲夫の歌謡パレードニッポン』として番組を刷新し、以降同時間帯ラジオ番組聴取率で1位を維持して関東地方のラジオで昼の顔となった。後年はマイクネームを「いまに哲夫」とした。
ニッポン放送で局長待遇の特別職としてアナウンサーを続けたが、2002年3月に定年を迎えて退職となり『哲ちゃんの日曜はEよ!』の放送を終了する。以降はラジオ番組など公の場に一度も姿を現していない。
ニッポン放送アナウンサーの後輩で親交があった高嶋秀武と西村知江子は、「今は誰とも付き合いがない」「連絡先も分からない」「（風の便りに）元気でいるとは聞いている」と語る。
2023年2月にカメ＆アンコーの番組内で、亀渕昭信は「連絡先がわからない」が、斉藤安弘は「（連絡先を）知ってるよ俺」と語る。

## 担当していた番組
- 今仁哲夫のオールナイトニッポン（1967年10月 - 1968年12月、1969年10月 - 1972年12月）
- お昼のゴールデンショー（フジテレビ、1970年10月 - 1971年9月30日）- アシスタント
- 哲ちゃんのパチパチジョッキー
- 今仁哲夫ショウ
- 今仁哲夫のアタック! ふれあい最前線 ⇒ いまに哲夫の歌謡パレードニッポン（1975年10月 - 1993年4月30日）
- 不二家歌謡ベストテン（1982年4月 - 1983年3月）
- いまに哲夫のグッドモーニングニッポン（1993年10月 - 1995年3月）
- いまに哲夫のジョイフルモーニングニッポン（1996年4月 - 2000年12月）
- 哲ちゃんの日曜はEよ!（2001年1月 - 2002年3月）